# Belva Cottier
Belva Cottier (27 de junio de 1920 – 2 de mayo de 2000) fue una activista y trabajadora social estadounidense Siux. Ella propuso la idea de ocupar la isla de Alcatraz en 1964 y fue una de las activistas que encabezó la protesta en pro de la devolución de la isla a los nativos americanos.  Fue la impulsora de la primera ocupación de Alcatraz y de la demanda para reclamar la propiedad de los siux. Preocupada por la salud de los indios urbanos, realizó un estudio para el Departamento de Salud, Educación y Bienestar, como resultado del cual ella se convertiría en la directora ejecutiva del primer Centro de Salud para Indios Americanos en el Área de la Bahía de San Francisco en 1972.

## Biografía
Belva Dale McKenzie nació el 27 de junio de 1920 en la reserva india Rosebud, en el condado de Todd, Dakota del Sur, de Virginia B. (de soltera Barker) y Narcisse McKenzie. Su madre era miembro certificado de Santee Sioux de Nebraska. Su abuelo materno, Alfred Barker, fue ministro, casado con Elizabeth (de soltera Messer). Su padre era lakota y se inscribió como Rosebud Sioux. Murió cuando McKenzie tenía cinco años y tras su muerte, ella y su madre vivieron en varias reservas. Su madre trabajó como cocinera en el internado de la Agencia Cheyenne y en Fort Washakie, en Wyoming, casándose más tarde con Carl Sneve. McKenzie entró en un internado en Pierre, Dakota del Sur y luego asistió a la escuela pública, antes de acabar sus estudios de secundaria en Pine Ridge Boarding School En 1941, McKenzie se casó con Allen Louis Cottier, un Oglala Sioux, de la reserva india de Pine Ridge.

## Carrera profesional
El esposo de Cottier se unió a la Marina durante la Segunda Guerra Mundial, y Cottier se mudó de Dakota del Sur al condado de Alameda, California en 1943 con su madre y sus dos hijas. Más tarde tendrían otra hija. Después de la aprobación de la Ley de Reubicación de Indios de 1956, Cottier se involucró en varios programas para mejorar la vida de los indios americanos urbanos y ostentó el cargo de secretaria del Siux Club del Área de la Bahía. En 1963, cuando el gobierno anunció que cerraría la Penitenciaría Federal de Alcatraz y devolvería la isla de Alcatraz a la ciudad de San Francisco, Cottier le sugirió a su esposo que reclamaran la isla en base a las disposiciones del Tratado de Fort de 1868. Laramie. Entendiendo que el tratado preveía que las tierras que habían pertenecido anteriormente a los sioux debían devolverse a los sioux si se convertían en propiedad excedente, Cottier y su primo, Richard McKenzie, comenzaron a buscar una copia del tratado. Localizaron una copia en la Biblioteca Bancroft, y contactaron con el abogado Elliott Leighton, quien la estudió con un equipo de seis investigadores durante un mes y medio. Leighton llegó a la conclusión de que el tratado permitía a los siux que no pertenecían a reservas presentar reclamaciones sobre tierras gubernamentales de uso no especificado.
Al decidir que los miembros de la tribu sioux podrían reclamar la isla, Allen Cottier, presidente del capítulo local del Consejo Nacional Indígena Americano, dirigió un grupo de cinco hombres siux, incluidos McKenzie, Martin Martinez, Walter Means y Garfield Spotted Elk, para reclamar propiedades en la isla el 4 de marzo de 1964. Fueron acompañados por otras 35 personas, incluida Belva Cottier, y trajeron comida suficiente para 30 días. Después de clavar estacas de madera y gritar su número de asignación, cada hombre completó un formulario de reclamación y se lo entregó a Leighton, quien debía enviarlo por correo a la Oficina de Administración de Tierras al día siguiente. Dos horas más tarde, el director interino, Richard J. Willard, llegó y amenazó al grupo con cargos de delito grave por allanamiento de morada. Aconsejado por su abogado de que se retirara, el grupo partió después de haber ocupado la isla durante cuatro horas.
Tres semanas más tarde, Cottier encabezó un esfuerzo por reclamar la isla a través de los tribunales. El 27 de marzo, McKenzie y otros líderes siux presentaron una demanda para obtener el título de propiedad de la isla. En su petición, pedían al gobierno que les otorgara la propiedad con el fin de fundar una universidad nativa americana. El tribunal falló en su contra citando una acción de 1934 del Congreso que había revocado el permiso para que los nativos americanos reclamaran tierras gubernamentales no utilizadas. Si bien el gobierno reconoció las disposiciones separadas del tratado siux de 1868, la interpretación fue que los siux nunca habían sido dueños de Alcatraz, por lo que no se les tenía que devolver. Cuando el gobierno negó la petición, la propiedad fue otorgada a la Administración de Servicios Generales, pero los esfuerzos de Cottier fueron recordados y sirvieron como catalizador para la Ocupación de Alcatraz en 1969.
En 1967, Cottier fue contratada como consejera voluntario en la Asociación de Indios Americanos de Oakland. Su posición inicialmente no estaba definida, pero sus deberes incluían brindar servicios sociales y llevar a los nativos americanos a las citas. En 1969, se divorció y comenzó a trabajar como empleada remunerada para la Asociación India. Ese año, también se reunió con Richard Oakes y lo aconsejó a él y a otros estudiantes mientras redactaban un plan para una segunda ocupación de Alcatraz.
En 1970, se fundó el Urban Indian Health Board para abordar las necesidades de salud de los nativos americanos en el área de la Bahía de San Francisco. El Departamento de Salud, Educación y Bienestar otorgó fondos para evaluar las necesidades de salud de los indígenas y Cottier realizó una encuesta de familias en los condados de Alameda, Santa Clara y San Francisco. El estudio se convirtió en la base para establecer un Centro de Salud Nativo Americano en San Francisco en 1972 con Cottier como directora ejecutiva. Si bien atendía predominantemente a la población indígena estadounidense en el área de la Bahía, el centro no estaba restringido a pacientes nativos americanos ni en su área de servicio. Durante la ocupación de Wounded Knee, Cottier recolectó donaciones y suministros, asegurando su entrega segura a la reserva india de Pine Ridge.
Cottier participó en la organización de una conferencia en 1972 para unir las discusiones sobre las necesidades y la búsqueda nacional de igualdad entre los indios urbanos, así como entrevlos que viven en reservas. Russell Means y miembros del Movimiento Indígena Americano se opusieron al Urban Indian Council que se formó durante la conferencia, pero Cottier presionó por un enfoque menos radical para la resolución de problemas. Ella creía que los mayores problemas a los que se enfrentaban los indios urbanos eran el desempleo y su aislamiento e invisibilidad en las grandes ciudades. En 1975, Cottier se casó con James W. Satterfield. Continuó trabajando en el Native American Health Center en la década de 1980.

## Muerte y legado
Cottier murió en su casa en Livermore, California el 2 de mayo de 2000 y fue enterrada el 9 de mayo en el cementerio nacional Golden Gate en San Bruno, California. Se la recuerda por su activismo en favor de los nativos americanos. 